# Бастье, Мариза
Мариза Бастье (фр. Maryse Bastié, урождённая Marie-Louise Bombec; 1898—1952) — французская лётчица, установившая несколько мировых рекордов в 1930-х годах среди женщин-авиаторов.

## Биография
Родилась 27 февраля 1898 года в Лиможе.
Отец девочки умер, когда ей было одиннадцать, и её семья изо всех сил пыталась выжить. Поэтому в подростковом возрасте она работала на обувной фабрике; а в результате неудачного брака у неё остался ребёнок, который умер маленьким.
В результате второго брака с пилотом Первой мировой войны Луи Бастье (Louis Bastié), она увлеклась авиацией и решила стать пилотом. Получила лицензию на полёты, и, хотя её муж погиб в авиакатастрофе в 1926 году, она начала заниматься высшим пилотажем, чтобы заработать и продолжать заниматься любимым делом. В 1927 году приобрела свой собственный самолёт Caudron C.109.
В 1930-х годах установила несколько мировых рекордов для женщин-авиаторов по продолжительности полёта, по дальности расстояния и времени одиночного полёта через Южную Атлантику. Один из её рекордов был установлен во время полёта в СССР в июне 1931 года: вылетев из Парижа, лётчица приземлилась под Нижним Новгородом, покрыв без посадки расстояние в 2976 километров.
В 1935 году основала собственную летную школу в аэропорту Орли. Она служила во французских ВВС, достигнув звания капитана и налетав более 3000 часов. В 1937 году она опубликовала рассказ под названием «Ailes ouvertes: carnet d’une aviatrice».
После начала Второй мировой войны, поступив добровольцем в ВВС в сентябре 1939 года, занималась перегонкой самолетов на фронт, получила звание младшего лейтенанта в мае 1940 года. Была ранена в июне 1940 года и демобилизована в июле 1940 года. Во время немецкого наступления предлагала свои услуги Красному Кресту. При отправке в Германию сломала правый локоть, осталась инвалидом и больше не пилотировала. Под прикрытием своей деятельности с Красным Крестом собирала информацию об оккупационных войсках, была участницей французского Сопротивления. В сентябре 1944 года была одной из первых новобранцев первого корпуса женщин-военных лётчиц, созданного по инициативе Шарля Тийона при поддержке Шарля де Голля. Корпус был расформирован в феврале 1946 года. Продолжила службу в ВВС, в 1951 году поступила на работу в отдел по связям с общественностью Лётно-испытательного центра.
Погибла 6 июля 1952 года в коммуне Брон департамента Рона, после конференции в Лионе при посадке прототипа самолёта Nord Noratlas, в котором находилась в качестве пассажира. Была похоронена на кладбище Монпарнас в Париже.

## Память
- В память выдающейся лётчицы были названы учебные заведения во Франции и одно из подразделений канадской авиастроительной компании Bombardier.
- Также её именем были названы улицы в нескольких городах Франции.
- 1955 году правительство Франции почтило Маризу Бастье изображением на почтовой марке авиапочты[10].
- На западе Парижа в небольшом парке на бульваре Boulevard du Garigliano M. Valin находится мемориал Маризы Бастье.